# Automobili Turismo e Sport
Automobili Turismo e Sport S.p.A. (A.T.S.) war ein kleiner italienischer Hersteller von Sport- und Rennwagen mit Sitz in Pontecchio Marconi bei Bologna, der sich kurzzeitig auch im Formel-1-Rennsport engagierte. Das Unternehmen wurde 1962 gegründet und bestand bis 1964. Mit dem deutschen Felgenhersteller ATS (Auto Technisches Spezialzubehör), der von 1977 bis 1984 auch in der Formel 1 aktiv war, besteht nur eine zufällige Gleichheit der Namensabkürzungen.

## Die Unternehmensgeschichte
Auslöser für die Gründung von A.T.S. war eine sogenannte Palastrevolution bei Ferrari: Im Herbst 1961 kam es zu einer intensiven, sehr persönlich geführten Auseinandersetzung zwischen Enzo Ferrari und seiner Frau Laura Ferrari einerseits und dem damaligen Ferrari-Vertriebsleiter Girolamo Gardini andererseits, in deren Folge Gardini von Ferrari entlassen wurde. Fünf weitere Ferrari-Mitarbeiter, die sich mit Gardini solidarisiert hatten, wurden daraufhin ebenfalls entlassen: Giotto Bizzarrini (Direktor der Prototypenentwicklung), Carlo Chiti (Ferraris Entwicklungschef), Fausto Galassi (der Chef der Gießerei), Enzo Selmi (Personaldirektor) und Romolo Tavoni (Rennleiter der Scuderia Ferrari).
Die sechs ehemaligen Ferrari-Mitarbeiter gründeten im Februar 1962 das Unternehmen A.T.S., mit dem sie das erklärte Ziel verfolgten, Ferrari sowohl auf der Straße als auch auf der Rennstrecke ernsthafte Konkurrenz zu machen. Als Finanzier des Projekts kamen Giorgio Billi und Jaime Ortiz-Patino hinzu. Kurz nach der Gründung des Unternehmens schloss sich auch der junge venezianische Adelige Conte Giovanni Volpi di Misurata an, der einen eigenen Rennstall unter dem Namen Scuderia Serenissima unterhielt. Anfang 1962 hielt Billi 40 % der Anteile an A.T.S., Ortiz und Volpi hielten jeweils 20 %, und die verbleibenden 20 % der Anteile befanden sich im Besitz der sechs ehemaligen Ferrari-Mitarbeiter. Infolge einiger persönlicher Differenzen sprang Volpi nach nur wenigen Monaten ab, um mit seinem Unternehmen, der Scuderia Serenissima, eigene Rennwagen zu entwickeln; etwas später schieden auch Ortiz, Bizzarrini und Gardini – der Auslöser der „Palastrevolution“ – aus, sodass das Unternehmen Ende 1962 fast vollständig Giorgio Billi gehörte und technisch von Carlo Chiti beherrscht wurde.
Billi kaufte ein großes Gelände in Ponteccio Marconi bei Bologna, auf dem der Firmensitz und eine großzügige Fabrik errichtet werden sollten. Dazu kam es jedoch nicht; tatsächlich residierte A.T.S. bis zum Schluss in einem Bauernhof, der auf einer Ecke des Areals stand.
1963 erschien A.T.S. mit dem Tipo 100 in der Formel 1; etwa zeitgleich debütierte der vom Rennwagen abgeleitete Sportwagen A.T.S. 2500 GT/GTS. Beide Projekte waren kurzlebig und scheiterten letztlich an der mangelhaften Finanzierung.
Im Sommer 1964 war A.T.S. nahezu zahlungsunfähig. Zu dieser Zeit kam von Alfa Romeo das in erster Linie an Carlo Chiti gerichtete Angebot, A.T.S. zu übernehmen und aus dem Betrieb einen Werks-Rennstall zu machen. Einige Quellen berichten, dass dieser Schritt an Giorgio Billi scheiterte, der fürchtete, seinen Einfluss auf das Unternehmen zu verlieren. Chiti selbst nahm das Angebot von Alfa Romeo an. Er verließ A.T.S. im Herbst 1964 und nahm im November 1964 die Arbeit bei Autodelta auf, einem Betrieb, der Alfa Romeos Rennsportaktivitäten in den nächsten 20 Jahren koordinierte.
Mit dem Ausscheiden Chitis war A.T.S. nicht mehr funktionsfähig. Das Unternehmen schloss Ende 1964 die Tore.

## A.T.S. in der Formel 1

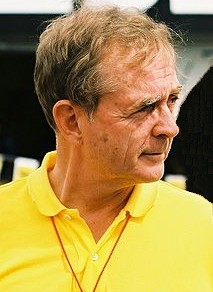
Fuhr 1963 für A.T.S.: der ehemalige Formel-1-Weltmeister Phil Hill.

A.T.S. beteiligte sich 1963 an der Formel-1-Weltmeisterschaft. Der Ansatz, der Scuderia Ferrari hier mit einem eigenen Rennauto Konkurrenz zu machen, scheiterte früh. Das von Carlo Chiti entworfene Auto erreichte nie den Zuverlässigkeitsgrad und die Geschwindigkeiten, die für eine Klassifizierung in den vorderen Rängen erforderlich waren. Das Team meldete sich zu sieben Weltmeisterschaftsläufen, erschien aber nur zu fünf Rennen. Nur einmal erreichte es Zielankünfte; in allen anderen Fällen gaben die Fahrer wegen technischer Defekte an ihren Autos auf. Das Formel-1-Engagement von A.T.S. wird heute vielfach als „Enttäuschung“ beschrieben; andere Beobachter sehen das Engagement als ein Beispiel für übereilten und unreflektierten Aktionismus an.

### Der A.T.S. 100
Für das Formel-1-Engagement von A.T.S. konstruierte Carlo Chiti den A.T.S. 100. Das Auto hatte einen von Chiti selbst entwickelten Achtzylindermotor, der weniger als 190 PS abgab und zu den schwächsten Motoren des Starterfeldes gehörte. Das Auto war in vielerlei Hinsicht nicht konkurrenzfähig, und die Vorbereitung des Wagens auf die Rennen erreichte nur „amateurhaftes Niveau“.

### Die Rennen
1963 trat A.T.S. zu fünf Weltmeisterschaftsläufen an. Den ersten Lauf des Jahres, den Großen Preis von Monaco, ließ das Team aus. Beim anschließenden Großen Preis von Belgien in Spa-Francorchamps debütierte der Rennstall. Fahrer waren der frühere Formel-1-Weltmeister Phil Hill sowie Giancarlo Baghetti. Beide waren 1962 für die Scuderia Ferrari gefahren.
Beim ersten Einsatz machte das Team einen unvorbereiteten Eindruck. Die Rennautos waren ölverschmiert und schlecht zusammengebaut. Im Zeittraining erwies sich Hill als der schnellere Fahrer. Er qualifizierte sich mit 12,6 Sekunden Rückstand auf die Pole-Zeit von Graham Hill (BRM) für den 17. Startplatz. Baghettis Rückstand betrug 39,5 Sekunden; damit ging er noch hinter Tony Settember im problematischen Scirocco-BRM als Letzter an den Start. Im Rennen fielen beide A.T.S.-Piloten frühzeitig mit Getriebeproblemen aus.
Beim folgenden Rennen in den Niederlanden fielen beide Fahrer aus, bevor sie auch nur ein Viertel der Renndistanz zurücklegen konnten. Bei Hill brach die Hinterradaufhängung, während an Baghettis Auto Zündprobleme auftraten.
An den Großen Preisen von Frankreich und Großbritannien nahm A.T.S. nicht teil; Chiti nutzte die Zeit, um stattdessen die Konkurrenzfähigkeit des Autos zu verbessern. Tatsächlich änderte er aber wenig am A.T.S. 100.
Zum Großen Preis von Deutschland meldete A.T.S. erneut Hill und Baghetti. Eine Rennteilnahme gab es allerdings nicht: Der Renntransporter des Teams verunglückte auf der Anreise, bevor der Nürburgring erreicht werden konnte.
Das dritte Rennen des Teams war der Große Preis von Italien. Hill qualifizierte sich hier mit 5,4 Sekunden Rückstand auf die Pole-Zeit von John Surtees im Ferrari für den 17. Startplatz, Baghetti ging als Letzter ins Rennen. Beide Fahrer erreichten in Monza eine Zielankunft. Hill wurde mit sieben Runden Rückstand Elfter, Baghetti kam als Fünfzehnter mit 23 Runden Rückstand ins Ziel. Der hohe Rückstand war auf zahlreiche Boxenstopps zurückzuführen, in denen technische Defekte behoben werden mussten. Dies waren die einzigen Zielankünfte eines Autos von A.T.S. in der Formel 1.
Beim Großen Preis der USA in Watkins Glen schieden beide Fahrer nach Öldruckproblemen in der fünften Runde aus. Beim anschließenden Großen Preis von Mexiko litt das Team unter einer Reihe von Motorenproblemen; die Triebwerke lieferten in der Höhenluft von Mexiko nur reduzierte Leistung. Im Rennen schied Baghetti nach zehn Runden nach Motorproblemen aus; Hill musste nach 40 von 65 Runden infolge eines Aufhängungsdefekts vorzeitig aufgeben.
Nach diesem Rennen stellte A.T.S. sein Formel-1-Engagement ein. Am letzten Rennen des Jahres in Südafrika nahm das Team bereits nicht mehr teil.

### Weiterverwertung
Ein A.T.S. 100 wurde von dem britischen Rennmechaniker Alf Francis übernommen. Er überarbeitete das Auto und meldete es zum Großen Preis von Italien 1964 unter der Bezeichnung Derrington-Francis ATS100 für den portugiesischen Rennfahrer Mário Cabral. Cabral gelang die Qualifikation, allerdings konnte er das Rennen wegen eines technischen Defekts nicht beenden. Das Auto wurde später durch Dan Gurney bei einem Unfall im Rahmen einer Testfahrt zerstört.

## A.T.S. 2500 GT und 2500 GTS: Der Straßensportwagen
Entsprechend der Zielvorgabe, Ferrari sowohl auf der Rennstrecke als auch auf der Straße zu schlagen, entwickelte A.T.S. auch einen Straßensportwagen, von dem zwei Versionen vorgesehen waren: ein Basismodell unter dem Namen 2500 GT und ein stärkeres Fahrzeug mit der Bezeichnung 2500 GTS. Carlo Chiti plante zunächst, 500 bis 600 Wagen jährlich abzusetzen; später wurden die Erwartungen auf etwa 120 Exemplare pro Jahr reduziert. Auch das ließ sich nicht verwirklichen: Soweit ersichtlich, wurden nicht mehr als neun Fahrzeuge der Typen 2500 GT und 2500 GTS hergestellt. Ein wesentlicher Grund hierfür war neben der dünnen Finanzdecke des Unternehmens der Umstand, dass die desaströsen Ergebnisse des Formel-1-Engagements den Ruf des Unternehmens zerstört hatten.

### A.T.S. 2500 GT

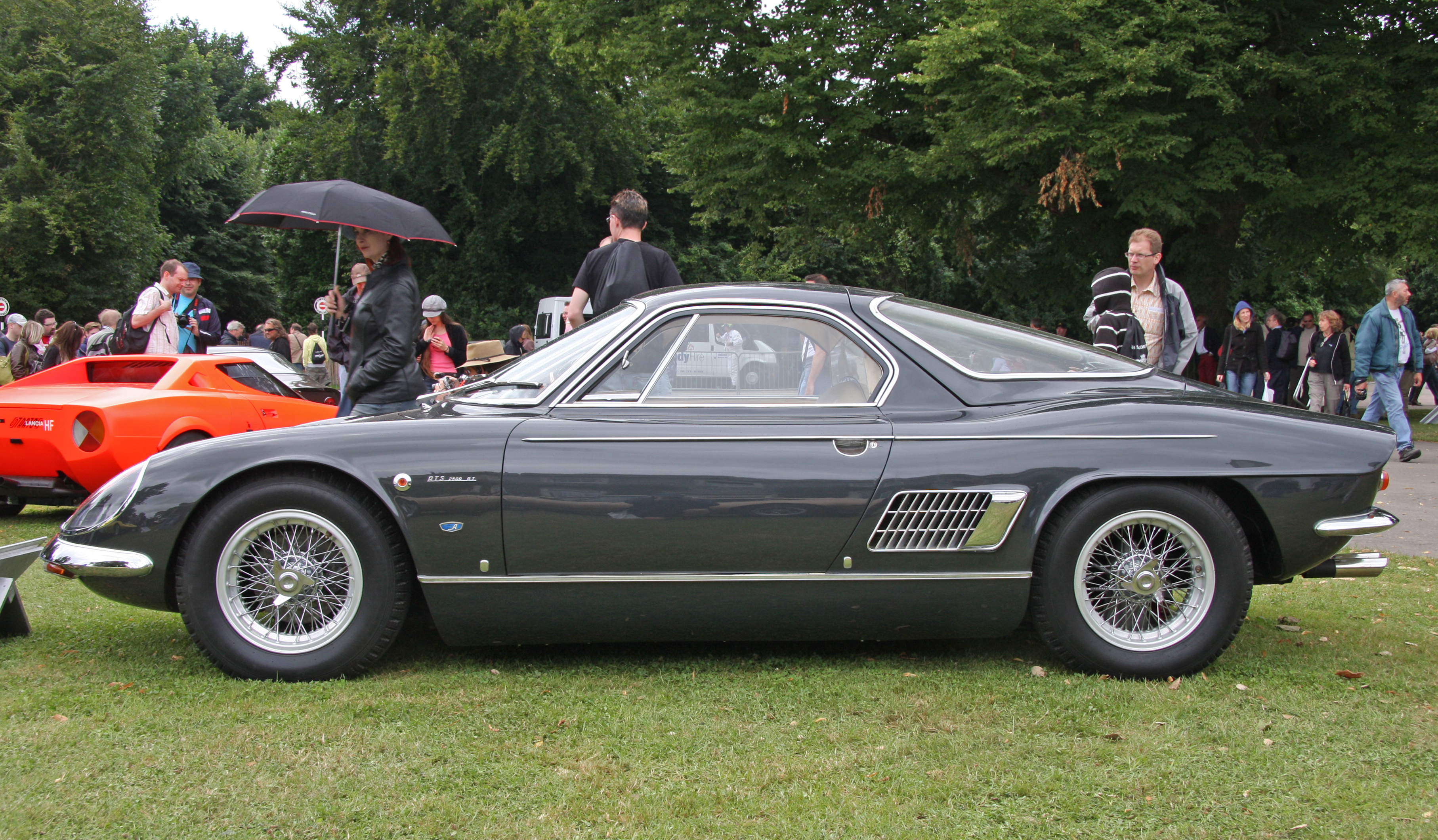
A.T.S. 2500 GT

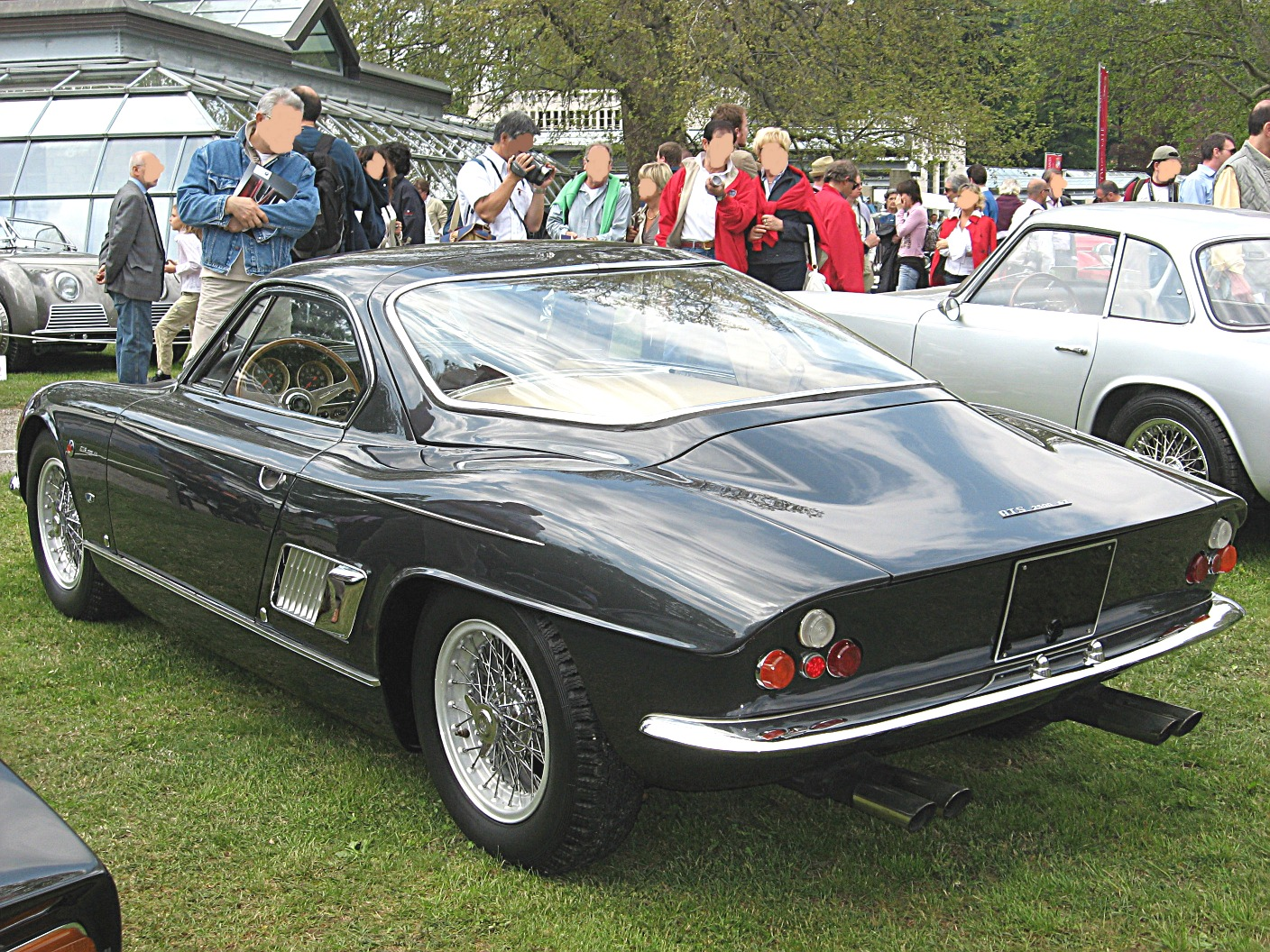
A.T.S. 2500 GT

Das Basismodell war der A.T.S. 2500 GT. Sein technisches Konzept war von dem Formel-1-Fahrzeug abgeleitet. Der A.T.S. 2500 GT war – nach dem René Bonnet Djet von René Bonnet – der zweite Straßenwagen mit Mittelmotor.
Der 2500 GT verfügte über einen Rohrrahmen, der aus Stahl gefertigt war; die Karosserie bestand ebenfalls aus Stahl. Der hinter der Fahrerkabine längs eingebaute Motor war eine auf 2,5 Liter Hubraum vergrößerte Version des Formel-1-Triebwerks. Es war ein V-Motor mit einem Zylinderbankwinkel von 90 Grad und einer obenliegenden Nockenwelle pro Zylinderreihe, der von zwei Weber-Vergasern mit Gemisch versorgt wurde und 220 DIN-PS abgeben sollte. Als Leergewicht gab A.T.S. 810 Kilogramm an. Als Kraftübertragung war ein manuelles, voll synchronisiertes Fünfganggetriebe von ZF vorgesehen; mindestens ein Fahrzeug wurde allerdings – wahrscheinlich aus finanziellen Gründen – abweichend davon mit einem Fünfganggetriebe ausgerüstet, das Carlo Chiti entworfen hatte. Es bestand aus einem A.T.S.-Gehäuse und einem Zahnrädersatz von Colotti.
Der 2500 GT/GTS war als zweisitziges Mittelmotor-Coupé gestaltet. Hinsichtlich des Designs gibt es unterschiedliche Angaben. Einige Quellen schreiben den Entwurf Giovanni Michelotti zu, zumeist wird allerdings davon ausgegangen, dass Franco Scaglione das Fahrzeug gestaltete. Gesichert ist in jedem Fall, dass die Karosserien bei Allemano aufgebaut wurden.
Der A.T.S. 2500 GT wurde im März 1963 auf dem Genfer Auto-Salon präsentiert. Er sollte 4.700.000 Lire kosten.
Insgesamt entstanden nach Aussage der meisten Quellen vier Fahrzeuge vom Typ A.T.S. 2500 GT. Ein fünftes Fahrzeug wurde 1965 von Alf Francis aus einigen übrig gebliebenen Teilen und verschiedenen Fremdkomponenten hergestellt; es trägt nicht das Markenemblem von A.T.S., sondern das Logo der Scuderia Serenissima, für die Francis 1965 tätig war.

### A.T.S. 2500 GTS

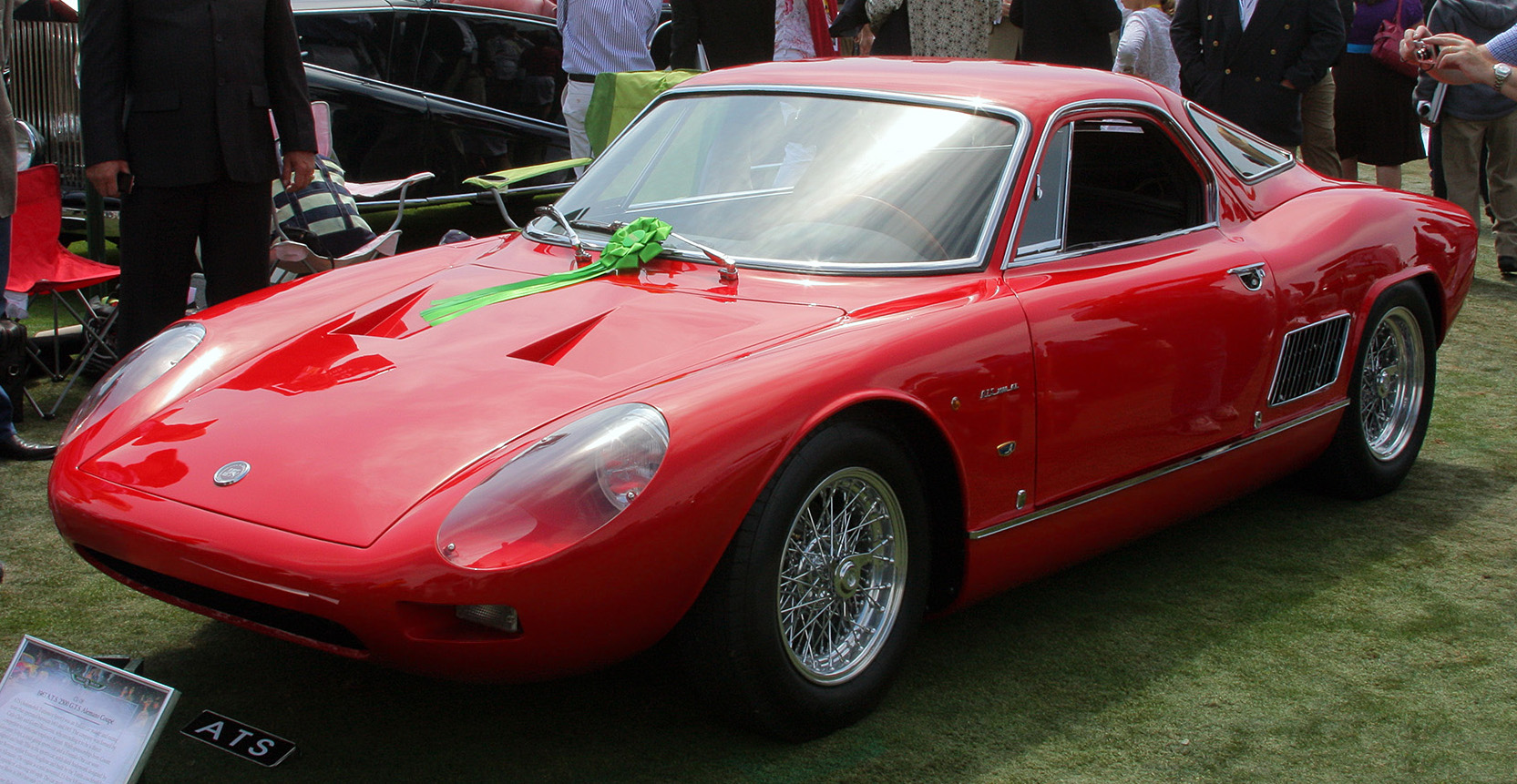
A.T.S. 2500 GTS

Im Laufe des Jahres 1963 entwickelte A.T.S. auf der Grundlage des Coupés die Sportversion 2500 GTS. Der technische Aufbau wurde im Wesentlichen beibehalten. Änderungen gab es in erster Linie am Triebwerk: Abweichend vom 2500 GT war der GTS mit vier Weber-Vergasern ausgestattet. Daraus und aus einer erhöhten Verdichtung resultierte eine gesteigerte Leistung, die nunmehr mit 260 DIN-PS angegeben wurde. Sodann erhielt der GTS eine in der Gestaltung unveränderte Karosserie aus Aluminium, die ebenfalls bei Allemano entstand. Das Trockengewicht des Wagens wurde mit 750 Kilogramm angegeben, die Höchstgeschwindigkeit soll 255 km/h betragen haben. Diese Werte wurden nie von unabhängiger Seite bestätigt. Kein Journalist durfte seinerzeit einen GT oder einen GTS selbst fahren. Bei seiner Präsentation wurde der Kaufpreis des A.T.S. 2500 GTS mit 5.300.000 Lire angegeben.
Mit dem GTS meldete sich A.T.S. wiederholt zu Sportveranstaltungen, konnte dabei allerdings nicht überzeugen:
- Die ersten beiden Prototypen des 2500 GTS meldete A.T.S. zum 1000-km-Rennen auf dem Nürburgring, das im Mai 1963 stattfand. Dort kamen die Wagen aber nicht an: Die Autos wurden auf der Anreise zerstört, als der Renntransporter in einen Unfall verwickelt war.
- Zwei weitere GTS wurden von der Scuderia Centro Sud zur am 26. April 1964 stattfindenden Targa Florio gemeldet; Fahrer waren Giancarlo Baghetti und Piero Frescobaldi. Im Rennen fuhr Baghetti die absolut schnellste Runde, fiel aber letztlich – ebenso wie Frescobaldi – mit Motordefekt aus.

Die Produktionszahlen des GTS wurden nicht veröffentlicht. Die meisten Quellen gehen heute davon aus, dass insgesamt fünf Fahrzeuge vom Typ GTS hergestellt wurden. Darin sind die beiden ersten Prototypen, die auf der Anreise zum Nürburgring zerstört und nicht wieder aufgebaut wurden, enthalten. Drei A.T.S. 2500 GTS existieren heute noch.

### Restanten
Nach dem Ende des Unternehmens übernahm Alf Francis das verbliebene Material von ATS, das später durch diverse Hände ging. Heute sollen noch vier Motoren und neun Chassis existieren. Angeblich tragen zwei Chassis eine nahezu fertiggestellte Karosserie.

## Wiederbelebung der Marke

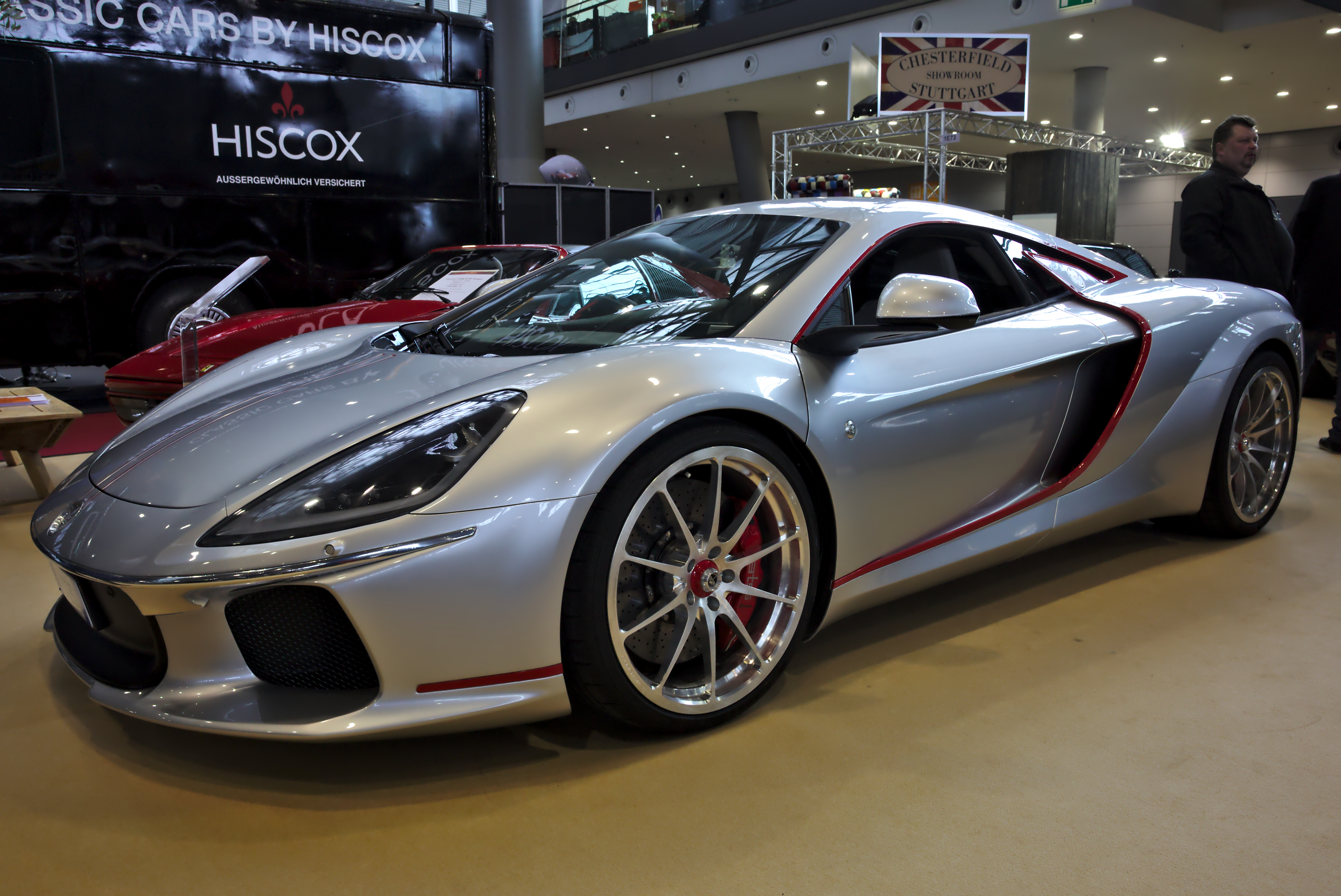
A.T.S. GT auf den Retro Classics 2018

Im November 2012 präsentierten Autofreunde aus Italien den Namen des Unternehmens wieder. Mit dem A.T.S. Sport 1000 und dem A.T.S. 2500 GT kündigten sie zwei neue Modelle an. Der mit rund 400 kg verhältnismäßig leichte Sport 1000 wurde ab Ende 2013 zu Preisen ab 25.000 Euro verkauft. Den Antrieb übernahmen verschiedene Motorrad-Motoren, unter anderem aus der Suzuki Hayabusa. Die Serienversion des 2500 GT präsentierte das Unternehmen auf der Top Marques in Monaco im April 2015. Der neue 2500 GT ist wie das Modell aus den 1960er-Jahren ein Mittelmotorsportwagen und erinnert auch optisch an dieses Fahrzeug. Schon im November 2013 kündigte A.T.S. mit dem Leggera ein weiteres Fahrzeug an. Der 3,75 m lange Leichtbauroadster erinnert außen unter anderem an den Jaguar E-Type oder einen AC Cobra und wurde im Juli 2014 offiziell vorgestellt. Ein weiterer Sportwagen wurde im September 2017 mit dem A.T.S. GT in London enthüllt. Das 4,70 m lange Fahrzeug wird von einem 3,8-Liter-Ottomotor angetrieben, der vermutlich von McLaren zugeliefert wird.

### Zur Formel 1
- Adriano Cimarosti: Das Jahrhundert des Rennsports. Stuttgart 1997, ISBN 3-613-01848-9
- David Hodges: Rennwagen von A bis Z nach 1945. 1. Auflage Stuttgart (Motorbuch Verlag) 1994, ISBN 3-613-01477-7
- David Hodges: A-Z of Grand Prix Cars 1906–2000, 1. Auflage London 2001, ISBN 1-86126-339-2 (engl.)
- Mike Lawrence: Grand Prix Cars 1945-65. Motor Racing Publications (London) 1998. ISBN 1-899870-39-3
- Pierre Ménard: La Grande Encyclopédie de la Formule 1. 2. Auflage, St. Sulpice, 2000, ISBN 2-940125-45-7 (frz.).
- Georg Amtmann und Halwart Schrader: Italienische Sportwagen. Stuttgart 1999, ISBN 3-613-01988-4.

### Zu den Straßensportwagen
- Wolfgang Blaube: Sechs gegen Enzo. Vorstellung des ATS 2500, in: Oldtimer Markt 11/2005, S. 140 ff.
- Mike Walsh: Muting in Maranello, Vorstellung des ATS 2500 GT mit Fahrbericht und Restaurierungsgeschichte des Wagens mit der Fahrgestellnummer 2003, in: Classic & Sportscars 7/2007.